# Hottendorf
Hottendorf è una frazione (Ortsteil) del comune tedesco di Gardelegen, situato nel circondario di Altmark Salzwedel, nel land della Sassonia-Anhalt.
Fino al 31 dicembre 2010 era un comune autonomo.
Il piccolo centro abitato si snoda lungo la B188, la strada che lo attraversa. La prima menzione del luogo risale al 1340, in un atto di cessione al monastero cistercense di Neuendorf firmato dall'arcivescovo Ottone di Magdeburgo.
Il centro abitato fu abbandonato per un lungo periodo e ripopolato nel 1750 da contadini ugonotti. 
Hottendrf si trova ai margini della grande area di addestramento militare Altmark, fra le attività presenti nel villaggio vi è anche un'azienda di recupero delle munizioni.